# 香港大學本部大樓

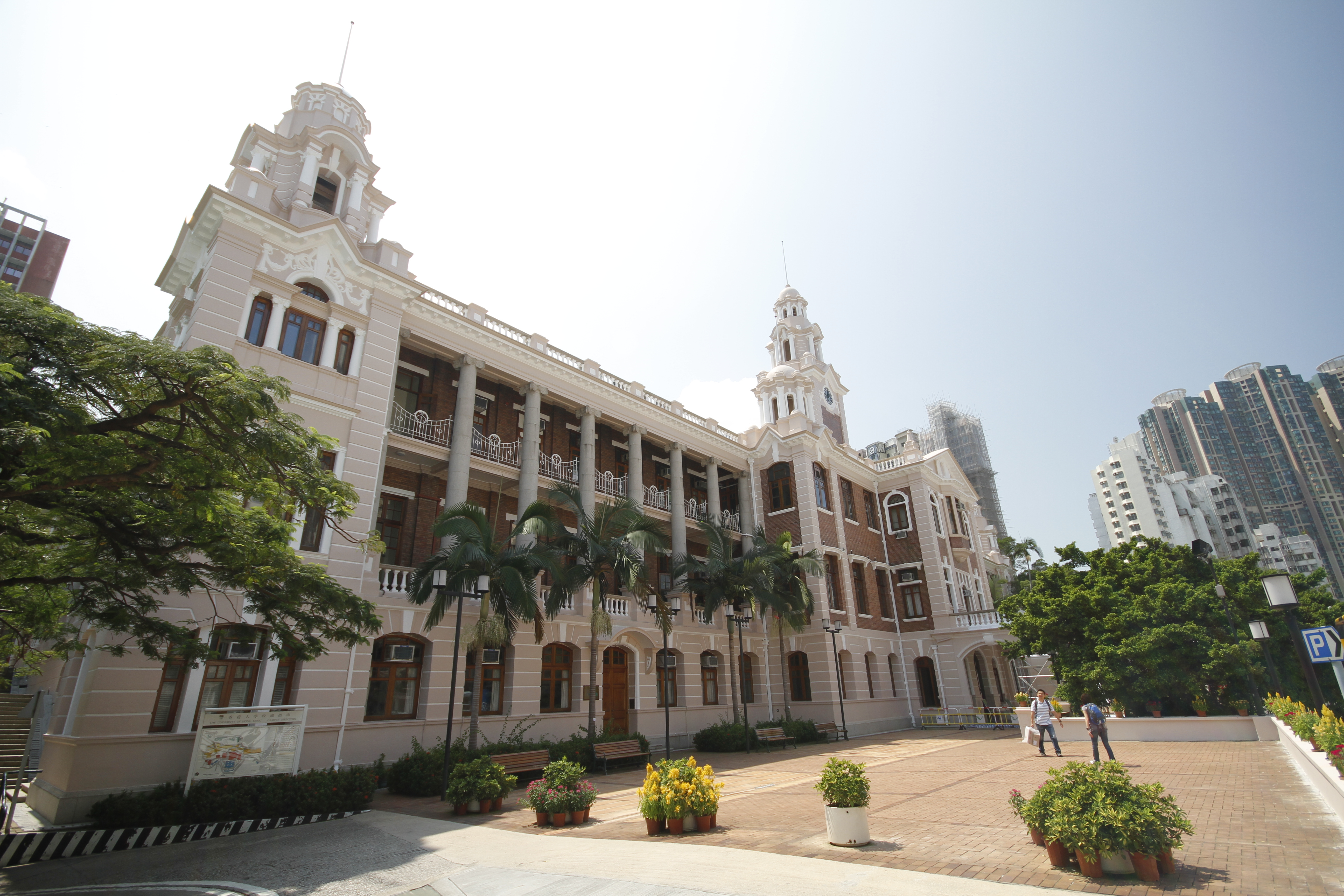
大學本部大樓

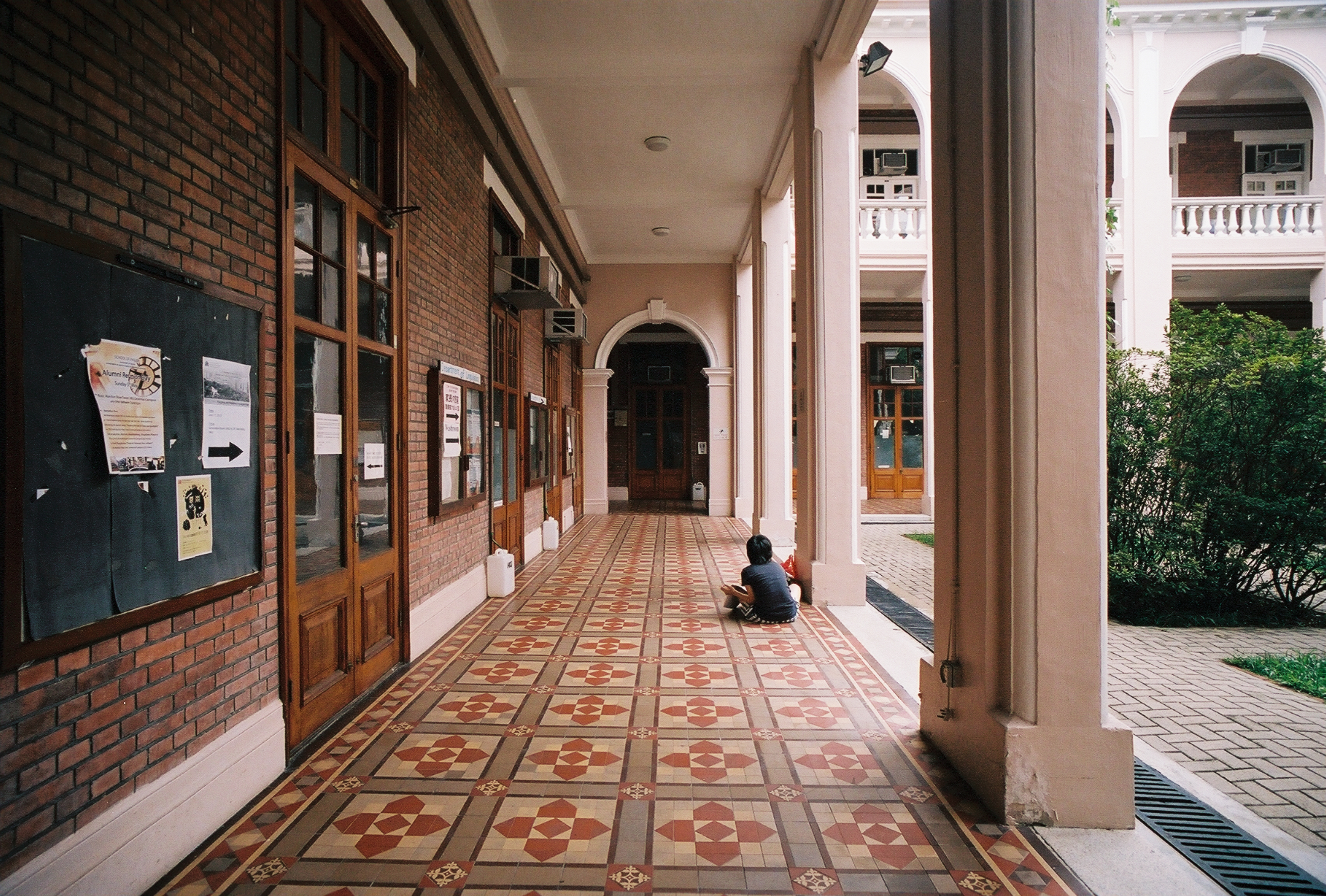
本部大樓長廊

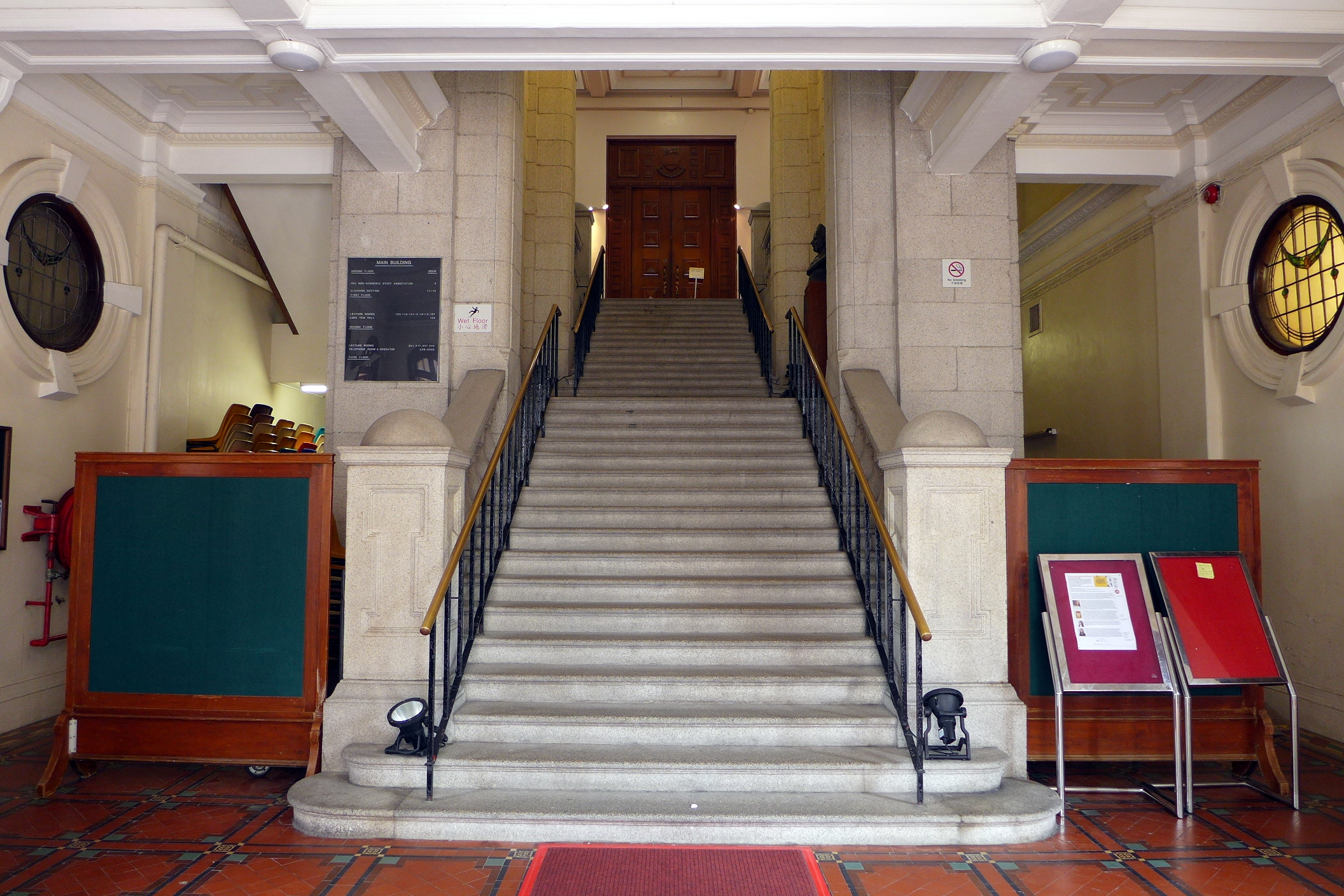
大樓入口

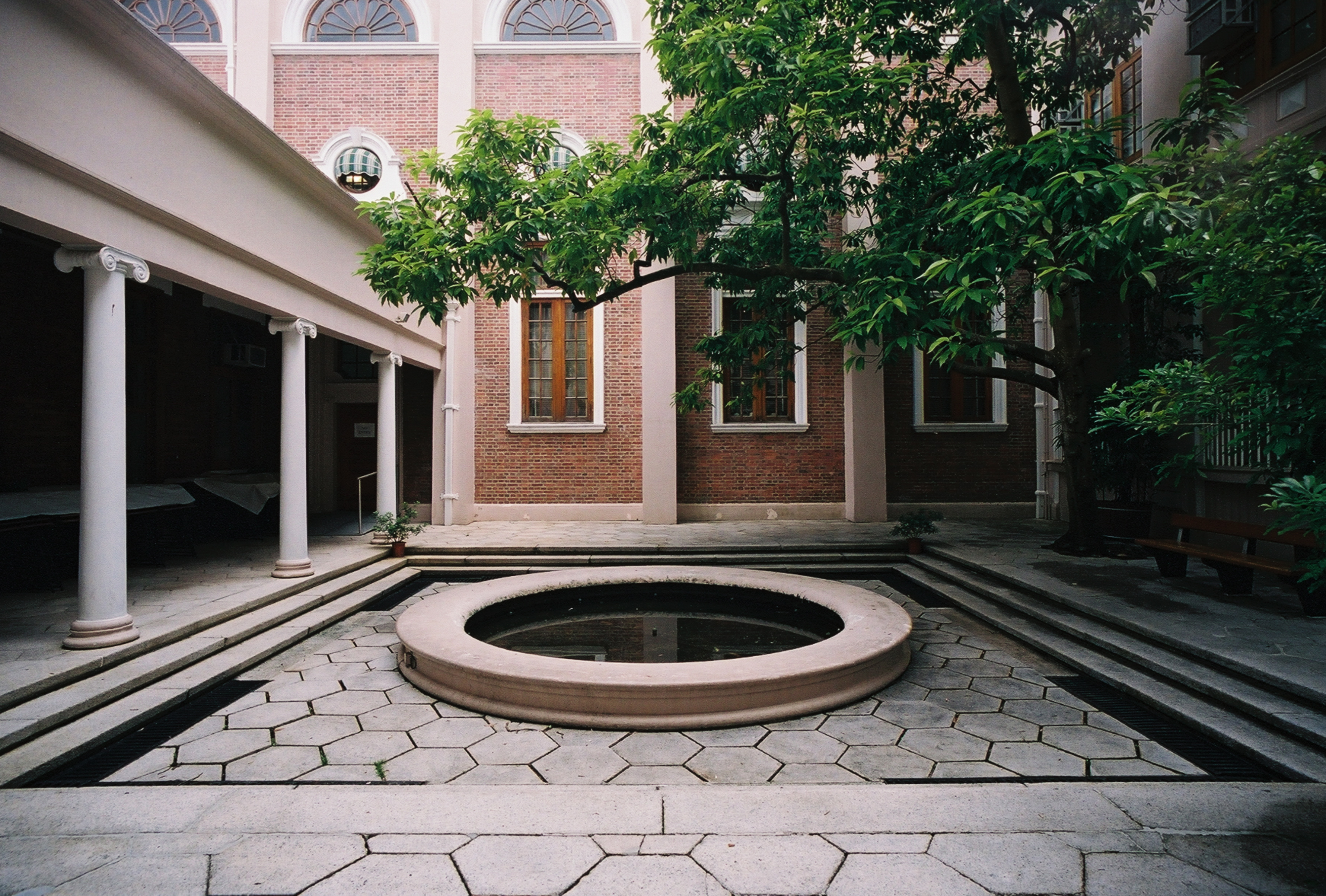
大樓內的庭園

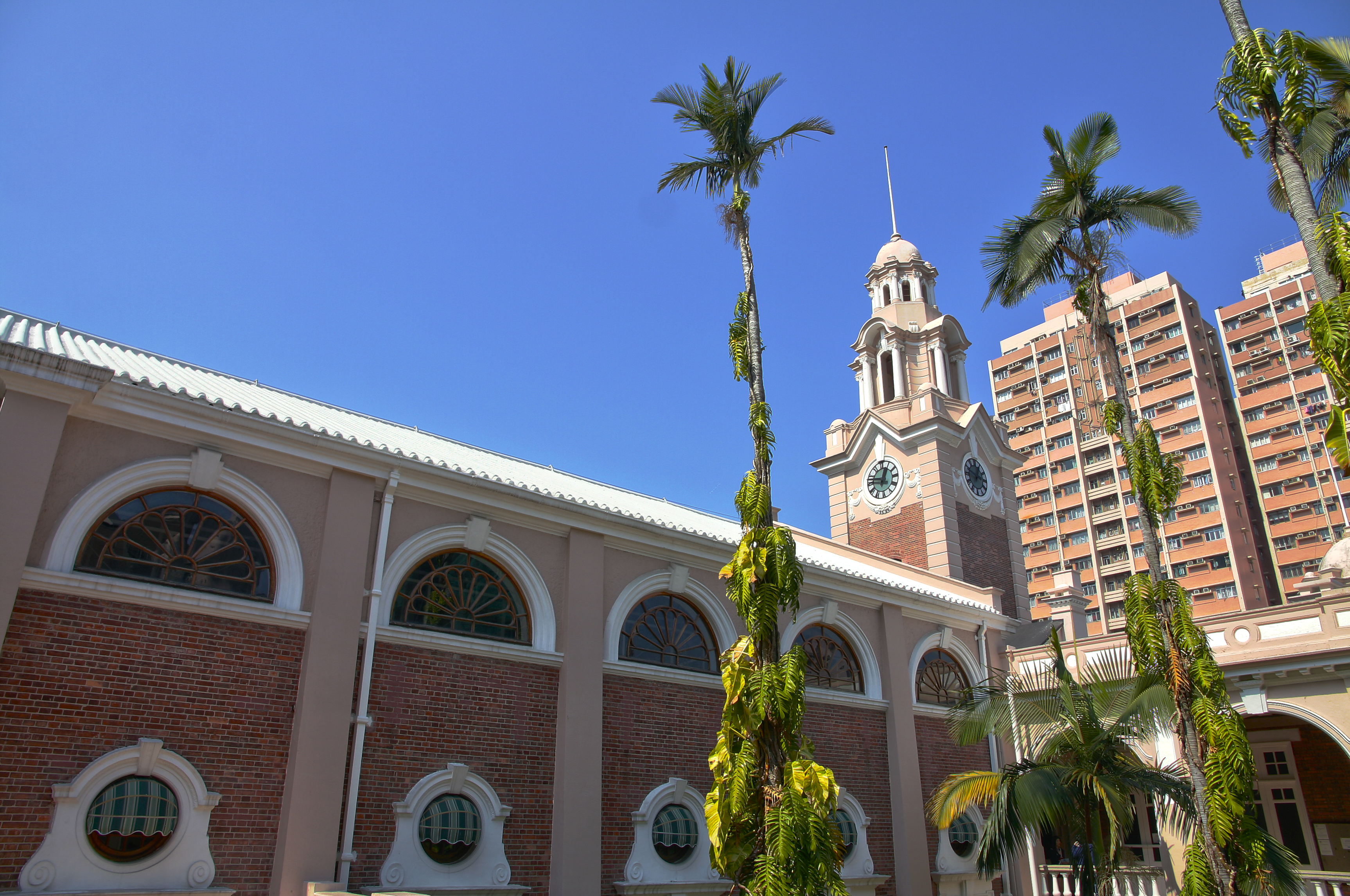
大樓內植有現時高近9米的棕櫚樹

香港大學本部大樓（英語：Main Building of The University of Hong Kong）是香港大學最古老建築物，位於香港港島薄扶林道般含道本部校園。大樓外部自1985年起成為香港法定古蹟。

## 歷史
本部大樓由摩地爵士捐建，於1910年動工興建，在3月16日由時任港督盧吉主持奠基，並於1912年3月11日落成啟用。開校初期，本部大樓是大學的唯一建築物。

1941年12月香港淪陷，於12月7日早上起，本部大樓被徵用作臨時醫院，而大樓屋頂被非法拆毀作燃料之用。最初大學各學系、圖書館及行政部門一起共用此大樓。百週年校園落成後，大樓改為教學及行政用途。

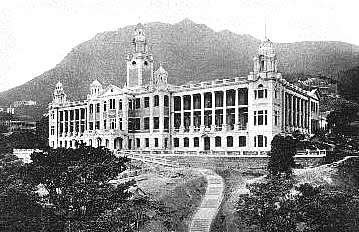
1912年的大學本部大樓
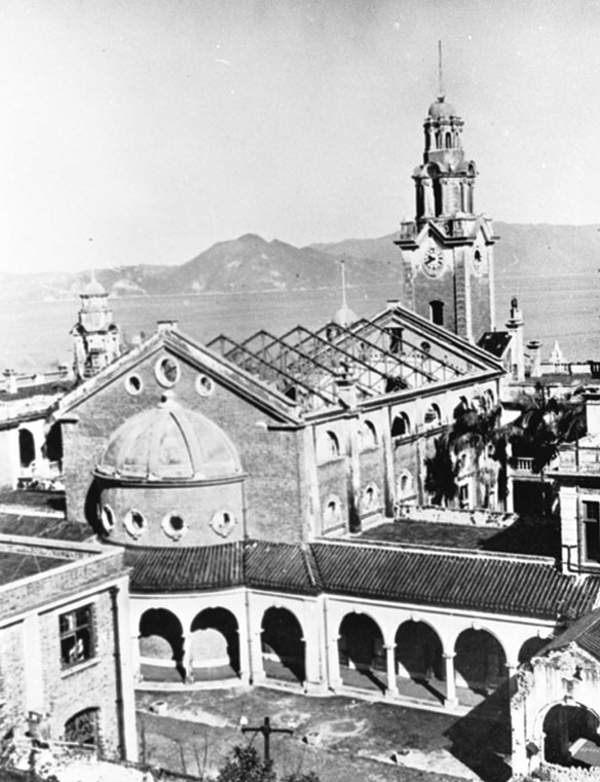
1946年大樓遺下二戰間遭破壞的痕跡

## 結構
大樓由李柯倫治建築師行（Leigh & Orange，即今利安顧問有限公司；保育工程亦由利安負責）設計，屬愛德華式建築，採用後文藝復興時期的建築形式，是香港古典復興式（Classic Revival Style）建築物的典範。
大樓倚山建築，兩翼依山勢漸減底層，為「日」字形佈局，以紅磚及麻石建成，並建有兩層的巨型愛奧尼柱式及舍利安那式拱窗，加上富有文藝復興風格的花崗石柱支撐。大樓頂部置有遮打爵士於1930年所捐贈的鐘樓，四角則有塔樓。大樓最初有兩個庭園，植有現時高近9米的棕櫚樹，後於1952年大樓擴建時增加南部兩個庭園，成為「田」字形佈局。此外，大樓於1958年加建一層。

## 陸佑堂（即本部大樓的禮堂）
本部大樓中有一大禮堂，主要用作學生的開學禮，考試，畢業典禮，高桌晚宴，及舞會之用。
港大成立初期的財政並不充裕，1915年遇上經濟危機更幾乎停辦。曾捐款創建港大的馬來西亞華僑陸佑，即時提供五十萬元貸款，並答應免息21年，使港大度過難關。1950年代本部大樓進行擴建，由原來的「E」字型變成「田」字型，而大禮堂亦加建了舞台，1956年命名為「陸佑堂」，以紀念陸佑對香港大學的捐獻。
陸佑堂可容納450人，裏面的古典裝飾仍保持初建時的模樣，只是屋頂在戰時嚴重損毀、木樑、地板被人偷取拆毀作燃料之用，因而需要重建。該禮堂見證過不少歷史時刻，最為矚目就是1923年2月20日，剛卸任中華民國非常大總統的孫中山重臨香港，應邀在此發表演說，直言香港是孕育他學養和革命思想的地方。現今大學每年頒授榮譽學位都在這座禮堂舉行，此外亦不時舉辦音樂會和其他文化活動，電影《玻璃之城》，《色，戒》便曾在此取景拍攝。

## 外部連結
- 古物古蹟辦事處 - 香港大學本部大樓外部 （页面存档备份，存于）